# Új magyar irodalmi lexikon
Az Új magyar irodalmi lexikon a XX. század végének egyik jelentős magyar (szak)irodalmi alkotása (1994).

## Története
Magyarországon nagyobb magyar irodalmi lexikon e mű előtt utoljára az 1960-as években jelent: a háromkötetes, Benedek Marcell-féle Magyar irodalmi lexikon. Minden értéke mellett az 1980-as évekre szükségessé vált új irodalmi lexikon megjelentetése. Maga Benedek 1963-ban még abban reménykedett, hogy az 1930-as évekbeli lexikonokra utalva „bizonyára nem kell újabb emberölőt kivárni, amíg ennek a lexikonnak hiányait és hibáit újabb kiadás vagy újabb lexikon hozza helyre.” Tévedett: az 1980-as évekig nem jelent meg ilyen jellegű szakmunka. 
Klaniczay Tibor irodalomtörténész 1985-ben fogalmazta meg az Új magyar irodalmi lexikon tervét. Megvalósításával Péter László könyvtárost-irodalomtörténészt bízta meg. Ezt követően több konzultáció történt a kérdéssel kapcsolatban, és 1988-ban Útmutató az új magyar irodalmi lexikon cikkeinek megírásához címmel munkafüzet is megjelent. (1988-ban ugyan kiadásra került a Kortárs magyar írók kislexikona 1959–1988 is, ez azonban nem pótolhatta a nagy szintézist.) A lexikoncikkírás annak munkaigényessége és aránylag kevéssé kifizetődő volta miatt nem lelkesítette túlságosan a kortárs irodalomtörténészeket. Időközben többen vissza is léptek, és helyüket másokkal kellett pótolni. A beküldött szócikkek jelentős részét is alaposan javítani, rövidíteni, sűríteni kellett. 
A lexikon végül 316 munkatárs 11 ezernél több címszavával jelent meg 1994-ben Budapesten az Akadémiai Kiadó gondozásában. 
2000-ben egy második, javított és bővített kiadásra valóban sor került, azt követően nem (a névállomány itt több mint 8200 címszót ölel föl).

## Koncepciója
Az első kiadás terjedelme összesen 2326 kéthasábos nyomtatott oldal. Magyar szépírók, tudományos és vallási írók életrajzait tartalmazza rájuk vonatkozó szakirodalmi tájékoztatóval. De ezres nagyságrendben helyet kaptak benne irodalmi szervezetek, periodikák, könyvsorozatok, valamint egyes alkotásokról szóló szócikkek is – utóbbiak zömmel régi magyar irodalmi, ill. latin nyelvű művek esetében. Irodalomelméleti címszavak egy tervbe vett későbbi, ilyen tematikájú alkotás miatt nem szerepelnek benne (ellentétben az 1960-as lexikonnal, ill. korszerűbb megfogalmazásban a Világirodalmi lexikon is bőven szolgáltat effajta szócikket).
A szerkesztő kijelentette: 
„Ahogy tökéletes társadalom, úgy tökéletes lexikon sincs. Az eddigi tapasztalatok szerint a legtöbb, amit célul tűzhetünk ki, hogy mintegy ötévenként bővített, javított új kiadásokkal, talán két évtizedig használható lexikont adhatunk az olvasó kezébe: akkorra – elsősorban a közben fellépő írók, költők, a kortársak műveinek gyarapodása miatt – a foltozás-toldozás ellenére természetszerűen avul el a megjelenésekor legkorszerűbb, legfrissebb kézikönyv is. Talán nem szerénytelenség, ha kijelentem: ilyennek szánjuk az Új magyar irodalmi lexikont.”
A bekerülés kritériumának alapelve az előszó szerint: 
„Általános, de nem mereven alkalmazott szempont volt, hogy legalább egy önálló szépirodalmi, irodalomtörténeti, kritikai stb. kötete lett légyen annak, akit szerepeltetünk.”

## Kötetbeosztása

### 1994
| Kötetszám  | Kötetcím | Kiadási év | Oldalszám |
| ---------- | -------- | ---------- | --------- |
| I. kötet   | A–Gy     | 1994       | 738       |
| II. kötet  | H–Ö      | 1994       | 799       |
| III. kötet | P–Zs     | 1994       | 789       |

### 2000
| Kötetszám  | Betűtartomány | Oldalszámok |
| ---------- | ------------- | ----------- |
| I. kötet   | A–Gy          | 1-801.      |
| II. kötet  | H–Ö           | 803-1663.   |
| III. kötet | P–Zs          | 1665-2513.  |